# Johannes Arrazola de Oñate

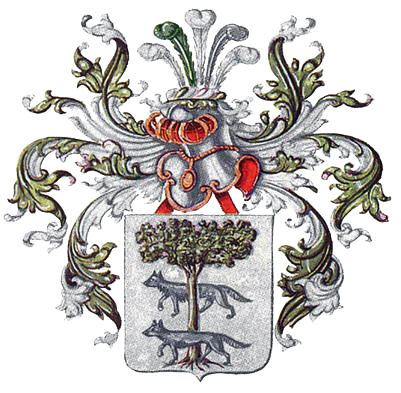
Wapen van de familie Arrazola

Jean Arrazola de Oñate de Meldert (Meldert, 7 juni 1784 - 17 juni 1861) was een Zuid-Nederlands edelman.

## Levensloop
Johannes Nepomucenus Arrazola de Oñate was een nazaat van Marc Arrazola de Oñate. Hij was een zoon van Martin Arrazola de Oñate (1741-1803), heer van Meldert, en van Marie-Elisabeth de Lardenois de Ville (1742-1812), erfgename van de heerlijkheid Meldert. Hij trouwde in 1810 met Marie-Elisabeth Aerts (1790-1865). 
Johannes werd burgemeester van Meldert. In 1816 werd hij erkend in de erfelijke adel met de titel baron, overdraagbaar op alle afstammelingen, en benoemd in de Ridderschap van Limburg. Het echtpaar had twee zoons en twee dochters:
- Barones Elisabeth Arrazola (1820-1898), die trouwde met Karolus Germeys.
- Baron Johannes Arrazola (1823-1892), gemeentesecretaris van Meldert, die trouwde met Elisabeth Porters (1841-1916).
- Baron Balthazar Augustinus Arrazola (1826-1905), burgemeester van Meldert, die trouwde met Maria-Amalia Porters (1829-1917).
- Barones Anna Arrazola (° 1830), die trouwde met Philippe van Mellaerts.

Geboorten, huwelijken en overlijdens gebeurden meestal in Meldert, duidelijk het familiecentrum. De twee zoons hadden geen nakomelingen, zodat de adellijke tak in 1905 uitdoofde.

## Hernieuwde adel
Johannes Arrazola had een oudere broer, Carolus Arrazola (1776-1816), die overleed vooraleer erkenning in de adel te kunnen bekomen. 
De nakomelingen van deze broer bekommerden zich niet verder om adelserkenning. Een aantal rechtstreekse nazaten verkreeg echter in 2001 en in 2008, op verzoekschrift, de erkenning van erfelijke adeldom.